# Silje Opseth
Silje Opseth, née le 28 avril 1999 à Geilo, est une sauteuse à ski norvégienne. Elle détient trois médailles aux Championnats du monde dans des compétitions collectives et neuf podiums individuels en Coupe du monde depuis 2020.

## Biographie
Elle est membre du club Holevaringen IL et est basée à Hønefoss. Opseth s'essaie également au combiné nordique, participant à des compétitions de la FIS Children's Cup en 2014.
Après une première saison en Coupe continentale en 2014-2015, où elle signe deux top dix, elle fait ses débuts en Coupe du monde en décembre 2015 à Lillehammer. En février 2016, elle marque ses premiers points à Ljubno où elle est 26e. En 2017, elle obtient sa première sélection pour des championnats du monde à Lahti.
Aux Jeux olympiques de Pyeongchang en 2018, elle est seizième du concours individuel. Elle est également championne du monde junior par équipes mixtes cet hiver.
Durant la saison 2018-2019, la Norvégienne réalise ses premiers résultats dans le top dix, dont une septième place à Oberstdorf. Aux Championnats du monde de Seefeld, elle prend la médaille de bronze à l'épreuve par équipes féminine avec Maren Lundby, Anna Odine Strøm et Ingebjørg Saglien Bråten.
En 2019-2020, elle franchit une marche supplémentaire : celle du podium. Elle est deux fois récompensée dans des épreuves par équipes (Mont Zao et Ljubno), mais surtout finit deux fois sur le podium à Lillehammer, en compagnie de Maren Lundby. Elle se classe ainsi dixième du classement général de la Coupe du monde.
En octobre 2020, elle devient championne de Norvège.
En 2020-2021, elle continue de monter dans la hiérarchie, accumulant sept podiums individuels, sans pouvoir connaître la victoire, qu'elle goûte toute de mēme avec ses coéquipières à Rasnov.
Aux Championnats du monde 2021, à Oberstdorf, elle remporte de nouveau la médaille de bronze par équipes et gagne une autre médaille, en argent, sur le concours par équipes mixtes. En individuel, elle est sixième au grand tremplin et cinquième au petit tremplin.

## Palmarès

### Jeux olympiques
| Épreuve / Édition | Pyeongchang 2018 | Pékin 2022 |
| Petit tremplin    | 16e              | 6e         |

### Championnats du monde
| Épreuve / Édition  | Lahti 2017                       | Seefeld 2019                     | Oberstdorf 2021 |
| Petit tremplin     | 31e                              | 11e                              | 5e              |
| Grand tremplin     | Épreuve inexistante à cette date | Épreuve inexistante à cette date | 6e              |
| Par équipes mixtes | 5e                               | -                                | Argent          |
| Par équipes        | Épreuve inexistante à cette date | Bronze                           | Bronze          |

### Coupe du monde
- Meilleur classement général : 4e en 2021.
- 2e du Raw Air en 2020.
- 21 podiums individuels : 7 victoires, 8 deuxièmes places et 6 troisièmes places.
- 4 podiums par équipes : 1 victoire, 1 deuxième place et 2 troisièmes places.
- 4 podiums par équipes mixte : 1 victoire, 2 deuxièmes places et 1 troisième place.

#### Victoires individuelles
| Année     | Lieu                                                                           |
| 2021-2022 | Oslo (Norvège)                                                                 |
| 2022-2023 | Wisła (Pologne), Lillehammer (Norvège), Sapporo (Japon), Lillehammer (Norvège) |
| 2023-2024 | Willingen (Allemagne), Oslo (Norvège)                                          |

#### Classements généraux annuels
| Année | Rang |
| 2016  | 40e  |
| 2017  | 51e  |
| 2018  | 20e  |
| 2019  | 16e  |
| 2020  | 10e  |
| 2021  | 4e   |
| 2022  | 6e   |

### Championnats du monde junior
- Médaille d'or par équipes mixtes en 2018 à Kandersteg.
- Médaille d'argent par équipes mixtes en 2019 à Lahti.